# Arctonoe pulchra
Arctonoe pulchra är en ringmaskart som först beskrevs av Johnson 1897.  Arctonoe pulchra ingår i släktet Arctonoe och familjen Polynoidae. Inga underarter finns listade i Catalogue of Life.